# نقطة السقوط (فلم)
نقطة السقوط (بالفرنسية: Point de chute) فيلم جريمة وإثارة فرنسي للمخرج والممثل روبرت حسين لعام 1970. قام بالبطولة المغني الفرنسي جوني هاليداي، وروبرت حسين، وباسكال ريفولت. صدر الفيلم إلى دور العرض الفرنسية في 11 سبتمبر 1970.

## طاقم التمثيل
جوني هاليداي: في دور فلاد «الروماني»
باسكال ريفولت: في دور كاثرين
روبرت حسين: في دور العراف
روبرت دالبان: في دور المفتش
ألبرت مينسكي: في دور إيدي
فيليب بيليتير: في دور تلميذ
جاك كاستيلوت: في دور الأب
بالاشتراك مع: كريستيان باربير / ماري كريستين بولارد /  ياسمين زيمرمان / آلان فيريس / أندريه روير / موريس بيتيتباس.

## ملخص أحداث الفيلم
تقوم عصابة من ثلاثة أفراد بخطف الشابة كاثرين (باسكال ريفولت) الطالبة في المدرسة الثانوية وتبلغ خمسة عشر عاماً، والتي تنتمي لعائلة من الطبقة المتوسطة العليا. يحتفظ رجال العصابة بالفتاة المخطوفة في كوخ منعزل بجانب البحر، إلى حين يتم التفاهم مع أسرتها. تقوم العصابة بتكليف سفّاح شاب قاسٍ عديم الضمير يدعى فلاد الروماني (جوني هاليدي) بحراستها في محبسها المنعزل. الشاب فلاد والفتاة كاثرين ليس لديهم أي شيء مشترك مع بعضهم البعض. عالم يفصل بينهم، وليس لديهم ما يقولونه لبعضهم، وليس الوضع هو الذي سيجمعهم. لكن رغم كل شيء، خلال الساعات التي تمر في انتظار الفدية، تنشأ بينهما روابط صامتة وغير مرئية تبدو وكأنها متلازمة ستوكهولم.

## استقبال الفيلم
كتب فرانك بريسارد على موقع "دي في دي فرنسا DVDFr.com": "يعتبر جوني هاليداي أن فيلم "نقطة السقوط" هو أحد أفضل أدواره وهو يؤدي أداءً ممتازًا، وصامتاً تقريبًا من البداية إلى النهاية، يعمد روبرت حسين لتقليل الحوارات إلى الحد الأدنى الصارم، حيث يتم توجيه الممثل جيدًا وتصويره، ويفرض هاليداي نفسه بسهولة في جلد شخصية الولد الشرير، وربما يكون الأكثر إقناعاً في حياته المهنية على الشاشة الكبيرة.
كتب جو بيكر على موقع «ليتاربوكسيد Letterboxd»: «ما يميز هذا الفيلم أنه يتخلص من الحركة المعتادة ويركز على الارتباط النفسي الذي يتطور بين الآسر (جوني هاليداي) والأسيرة (باسكال ريفولت الجميلة) أثناء انتظارهما في كابينة شاطئية منعزلة».

## وصلات خارجية
نقطة السقوط (فيلم)
نقطة السقوط (فيلم)
نقطة السقوط (فيلم)
نقطة السقوط (فيلم)
نقطة السقوط (فيلم)
نقطة السقوط (فيلم)
نقطة السقوط (فيلم)